# 第37回日本選手権競輪
第37回日本選手権競輪（だい37かい にほんせんしゅけんけいりん）は、1984年に千葉競輪場で行われた。

## 決勝戦
- 3月20日（火）

| 着順 | 車番 | 選手     | 登録地 |
| ---- | ---- | -------- | ------ |
| 1    | 2    | 滝澤正光 | 千葉県 |
| 2    | 9    | 井上茂徳 | 佐賀県 |
| 3    | 3    | 山口健治 | 東京都 |
| 4    | 4    | 梨野英人 | 香川県 |
| 5    | 6    | 大橋秀人 | 北海道 |
| 6    | 7    | 中野浩一 | 福岡県 |
| 7    | 5    | 吉井秀仁 | 千葉県 |
| 8    | 8    | 清嶋彰一 | 東京都 |
| 9    | 1    | 菅田順和 | 宮城県 |

- 払戻金
  - 連勝単式（枠番連勝単式） 2－6  2020円

## レース概要
並びは梨野－中野－井上、大橋－菅田－山口、清嶋－滝澤－吉井という形で、一見見れば三分戦の様相を呈していた。
ところが残りあと2周を通過して時点で、菅田が山口を連れて上昇し、菅田－山口－大橋が外に回って梨野－中野－井上を内に封じ込める策に出た。ジャンが鳴り、後方に構えた清嶋が、滝澤－吉井を連れて一気にカマシに打って出て、清嶋は残りあと1周地点で先頭に立った。この動きに対し、中野が500mバンクの千葉であるにもかかわらず、梨野を捨て、井上を連れて最終1センター付近より捲って出るが、山口に動きを封じ込められたため、インを突くのが精一杯となった。一方、2センター付近で滝澤が清嶋を番手捲り。そして、中野がインに封じ込められたと見るや、井上が滝澤後位につけ、直線では滝澤と井上のデッドヒートとなったが、滝澤が井上を退け、地元の千葉で特別競輪（現在のGI）初優勝を果たした。
当時は中野、井上を中心とする九州軍団と、関東・南関東を中心としたフラワーラインが競輪界の二大勢力といわれたが、このレースでは、北日本の菅田と大橋もフラワーラインに与する格好となり、結果的に滝澤の優勝に貢献した形となった。

## エピソード
- 優勝した滝澤はその後感激のあまり、優勝インタビュー、表彰式でも涙が止まらなかった。そして表彰式後に、当時サイクルにっぽんのインタビュアーだった、したらじゅん子から受けたインタビューでも涙を抑え切れなかった。